# Advies- en Meldpunt Kindermishandeling
Het Advies- en Meldpunt Kindermishandeling (AMK), later Advies- en Meldpunt Huiselijk Geweld en Kindermishandeling (AMHK), was tot eind 2014 een Nederlandse organisatie die meldingen van vermoede kindermishandeling registreerde, daar advies over gaf en zo nodig actie ondernam.

## Geschiedenis
De meldpunten waren min of meer de opvolgers van het Bureau Vertrouwensartsen dat vroeger dergelijke meldingen registreerde. De meldpunten waren regionaal ondergebracht bij de Bureaus jeugdzorg, maar zijn per 1 januari 2015, bij het in werking treden van de Jeugdwet, waarbij de gemeenten verantwoordelijk werden voor de jeugdhulp, samen met de Steunpunten Huiselijk Geweld opgegaan in de landelijke organisatie 'Veilig Thuis'.
Het telefoonnummer is hetzelfde gebleven als dat van de voormalige AMHK's: 0800-2000.

## Werkwijze
De meldpunten waren telefonisch bereikbaar voor iedereen die een vermoeden had van kindermishandeling. 
Het centrum accepteerde meldingen van iedereen en motiveerde dit met volgende reden:
Meestal vertellen mishandelde kinderen of degene die hen mishandelt niet uit zichzelf over de situatie. Voor hen is het van groot belang dat mensen in hun omgeving de mishandeling opmerken en er iets aan doen.
Er zijn verschillende redenen te noemen waarom meldingen van kindermishandeling niet bij de meldpunten komen.
- twijfels over de juistheid van het vermoeden van de mishandeling.
- angst voor de gevolgen van de melding voor de melder.

## Vlaanderen
- Vertrouwenscentrum kindermishandeling